# 藤原範忠
藤原 範忠（ふじわら の のりただ）は、平安時代末期の公家、神官。藤原南家、熱田大宮司・藤原季範の長男。官位は従五位上・内匠頭。源頼朝の外叔父にあたる。

## 生涯
熱田大宮司季範の長男として生まれながら、大宮司職は季範の存命中に、弟の範雅に譲られた。しかし、父が死去した久寿2年（1155年）に、範雅に代わって範忠は大宮司に就任する。このあたりの事情は父との不和があったことが推測されている。
官位については、久安5年（1149年）に縫殿助・文章生所から正六位上・兵部少丞に昇進、仁平3年（1153年）に、義兄弟の源義朝とともに従五位下に叙せられ、応保元年（1161年）に左近衛将監、内匠頭と進んでいる。政治的には妻に美福門院女房上総を迎え、外孫の足利義兼が美福門院の皇女・八条院の蔵人になっていることから、美福門院に接近していたものと推測される。
また、源義朝の正室・由良御前は範忠の姉妹であり、当初政治的にも近い関係にあったと思われる。実際に保元の乱においては、範忠は外戚として義朝に兵を差し出している。しかし、平治元年（1159年）の平治の乱においては義朝には援軍を出さず、逆に戦後駿河国に潜伏していた義朝の五男希義（母は由良御前）を捕らえて朝廷に差し出すという行動をとっている。
その後も後白河院の近臣として仕える が、後白河院と二条天皇との対立が深まる中で、応保元年（1161年）に天皇を呪詛したとの罪状で解官・逮捕され、翌年周防国へ配流された。この時点で大宮司職は再び範雅の手に渡るが、嘉応2年（1170年）頃には赦免された範忠が再度その地位に復帰している。なお、同職はその後も二転三転し、治承2年（1178年）には平時子の命で範忠の孫の藤原忠兼に継承されるが、治承5年（1181年）には範雅が三度返り咲いている。
範忠の一女は祖父・季範の養女として足利義康に嫁ぎ、義兼・義房 らを産んでいる。この縁もあり、子孫の多くは足利氏と行動をともにしている。

## 系譜
- 父：藤原季範
- 母：源行遠の娘
- 妻：美福門院女房上総
  - 男子：藤原忠季
  - 男子：藤原清季
  - 男子：藤原範高（または範雅の子）
  - 男子：藤原能季
  - 男子：寛伝（滝山寺住職）
  - 男子：任暁
  - 女子：足利義康室 (藤原季範の養女)